# 聖胡安塔爾帕
聖胡安塔爾帕（西班牙語：San Juan Talpa），是薩爾瓦多的城鎮，位於該國南部，由拉巴斯省負責管轄，面積40.74平方公里，海拔高度130米，2007年人口7,707，人口密度每平方公里189.18人。
13°30′N 89°5′W / 13.500°N 89.083°W